# Saint-Amandin
Saint-Amandin település Franciaországban, Cantal megyében. Lakosainak száma 227 fő (2022. január 1.). Saint-Amandin Condat, Lugarde, Marchastel, Montboudif, Riom-ès-Montagnes, Saint-Étienne-de-Chomeil és Trémouille községekkel határos.

## Népesség
A település népessége az elmúlt években az alábbi módon változott:
| Lakosok száma | 603  | 337  | 284  | 242  | 223  | 222  | 231  | 231  | 232  | 227  |
|               | 1968 | 1982 | 1990 | 2006 | 2013 | 2015 | 2017 | 2019 | 2020 | 2022 |